# Cole Holcomb
Cole Holcomb (New Smyrna Beach, Florida, 30 de julio de 1996) es un jugador profesional estadounidense de fútbol americano que se desempeña en la posición de linebacker en Pittsburgh Steelers, equipo de la National Football League (NFL).

## Carrera
Fue seleccionado en la quinta ronda en la Reunión Anual de Selección de Jugadores de la NFL de 2019. Hizo su debut profesional con el equipo Washington Commanders, en el cual jugó cuatro temporadas (2019-2023), posteriormente pasó a Pittsburgh Steelers, donde lleva jugando una temporada.